# Miloš Brezinský
Miloš Brezinský est un footballeur international slovaque né le 2 avril 1984 à Trenčín.

## Biographie
Il reçoit 3 sélections en équipe de Slovaquie entre 2007 et 2008.
Il joue cinq matchs en Ligue des champions au cours de sa carrière, inscrivant deux buts.

## Palmarès

### Avec le Viktoria Plzeň
- Champion de République tchèque en 2011